# 2013年冬季世界大學運動會競速滑冰比賽
2013年冬季世界大學運動會競速滑冰比賽於2013年12月13日至12月19日在意大利特倫托Baselga di Piné Stadio del Ghiaccio舉行，此次比賽設12個小項。

## 男子
| 項目       | 金牌                                | 金牌         | 银牌                                | 银牌          | 铜牌                            | 铜牌          |
| 500公尺    | 長谷川翼 · 日本（JPN）              | 71.00        | Mirko Giacomo Nenzi · 意大利（ITA） | 71.25         | Kim Sung-gyu · 韩国（KOR）      | 71.36         |
| 1000公尺   | Mirko Giacomo Nenzi · 意大利（ITA） | 1:09.32 (UR) | 扬·希曼斯基 · 波兰（POL）           | 1:10.30       | 宋青陽 · 中华台北（TPE）        | 1:10.64       |
| 1500公尺   | 扬·希曼斯基 · 波兰（POL）           | 1:47.80      | Mirko Giacomo Nenzi · 意大利（ITA） | 1:48.54       | 朱炯俊 · 韩国（KOR）            | 1:48.74       |
| 5000公尺   | 扬·希曼斯基 · 波兰（POL）           | 6:32.47      | Yevgeny Seryaev · 俄罗斯（RUS）     | 6:34.10       | Lee Jin-yeong · 韩国（KOR）     | 6:37.26       |
| 10000公尺  | Pim Cazemier · 荷兰（NED）          | 13:44.19     | Lee Jin-yeong · 韩国（KOR）         | 13:48.32      | Yevgeny Seryaev · 俄罗斯（RUS） | 13:50.72      |
| 團體追逐賽 | 韩国（KOR）                         | 韩国（KOR）  | 俄罗斯（RUS）                       | 俄罗斯（RUS） | 意大利（ITA）                   | 意大利（ITA） |

## 女子
| 項目       | 金牌                            | 金牌         | 银牌                            | 银牌        | 铜牌                                    | 铜牌          |
| 500公尺    | 金賢榮 · 韩国（KOR）            | 79.03        | Park Seung-ju · 韩国（KOR）     | 79.17       | Ahn Jee-min · 韩国（KOR）               | 79.45         |
| 1000公尺   | 高木美帆 · 日本（JPN）          | 1:19.58      | 金賢榮 · 韩国（KOR）            | 1:19.84     | 安格林娜·戈利科娃 · 俄罗斯（RUS）       | 1:19.85       |
| 1500公尺   | 金寶凜 · 韩国（KOR）            | 2:02.19      | 纳塔利娅·切尔翁卡 · 波兰（POL） | 2:02.33     | 叶夫根尼娅·德米特里耶娃 · 俄罗斯（RUS） | 2:03.81       |
| 3000公尺   | 马丁娜·萨布利科娃 · 捷克（CZE） | 4:13.72      | 金寶凜 · 韩国（KOR）            | 4:17.27     | Park Do-young · 韩国（KOR）             | 4:19.05       |
| 5000公尺   | 马丁娜·萨布利科娃 · 捷克（CZE） | 7:05.17 (UR) | 金寶凜 · 韩国（KOR）            | 7:17.82     | Park Do-young · 韩国（KOR）             | 7:26.58       |
| 團體追逐賽 | 韩国（KOR）                     | 韩国（KOR）  | 日本（JPN）                     | 日本（JPN） | 意大利（ITA）                           | 意大利（ITA） |